# Hydaticus jeanneli
Hydaticus jeanneli är en skalbaggsart som beskrevs av Guignot 1936. Hydaticus jeanneli ingår i släktet Hydaticus och familjen dykare. Inga underarter finns listade i Catalogue of Life.